# 目黒町 (東京府)
目黒町（めぐろまち、旧字体：目黑町）は、東京府荏原郡にかつて存在した町である。現在の目黒区の北部に位置していた。

## 沿革
- 1889年（明治22年）5月1日 - 町村制の施行に伴い、三田村、下目黒村、中目黒村、上目黒村が合併して目黒村が発足。
- 1922年（大正11年）12月1日 - 目黒村が町制施行して目黒町となる。
- 1932年（昭和07年）10月1日 - 荏原郡全域が東京市に編入。目黒町の区域は目黒区となる。

## 交通

### 鉄道
- 玉川電気鉄道（現東京急行電鉄）
  - 玉川線：大橋駅（現池尻大橋駅の前身）
  - 中目黒線（のちに東京都電車）：中目黒駅（現存する中目黒駅とは別）
- 東京横浜電鉄（現東京急行電鉄）
  - 東横線：中目黒駅 - 祐天寺駅

現在の京王井の頭線（駒場東大前駅）は、目黒村・町が存在した当時は開業していなかった。(1965年開業)

### 道路
いずれも現在の呼称。
- 玉川通り
- 目黒通り
- 駒沢通り
- 山手通り

## 教育機関
- 東京帝国大学農科大学 - 上目黒字駒場
- 下目黒商業公民学校
- 菅刈商業公民学校
- 目黒町青年訓練所
- 日本獣医学校 - 下目黒字西耕地561-562番地
- 九頭竜女学校 - 上目黒字柳町348番地
- 日出高等女学校、幼稚園 - 下目黒字上耕地70,74-75番地
- 目黒高等女学校 - 中目黒字原1098-1104番地
- 目黒尋常高等小学校 - 中目黒字八幡479-481番地
- 下目黒尋常小学校 - 下目黒字下道450-458番地
- 菅刈尋常小学校 - 上目黒字柳町519番地
- 油面尋常小学校 - 中目黒字油面1530-1534,1537-1538番地
- 烏森尋常小学校 - 上目黒字烏森1711番地
- 富士見幼稚園 - 中目黒字谷戸前990番地

## 名所・旧跡
- 大鳥神社 - 下目黒字下道434番地
- 中目黒八幡神社 - 中目黒字八幡540番地
- 上目黒氷川神社 - 上目黒字氷川621-658番地
- 烏森稲荷神社 - 上目黒字烏森1722番地
- 十日森神社
- 目黒不動（瀧泉寺）-下目黒字滝下682番地 - 目赤、目黄、目白、目黒、目青の五色不動のうちのひとつ。
- 祐天寺 - 中目黒字谷戸前1067番地1
- 正覚寺 - 中目黒字八幡472番地
- 自然園

- 大鳥神社
- 中目黒八幡神社
- 瀧泉寺
- 祐天寺

## 地域
- 大字三田
  - 字鎗ヶ崎、茶屋坂上、水道向、大丸、大島、大丸下
- 大字下目黒
  - 字上耕地、坂下、下耕地、下道、小滝、西耕地、滝下、谷戸、原、大塚、油面、傘谷戸
- 大字中目黒
  - 字田道、田道耕地、八幡、中里、田道裏、谷戸前、原、五本木、油面
- 大字上目黒
  - 字別所、柳町、氷川、駒場、東山、小川、宿山、烏森、諏訪山、伊勢脇、蛇崩、田切、五本木

## 現在の地名
青葉台、大橋、上目黒、五本木、駒場、下目黒、中町、中目黒、東山、三田、目黒、祐天寺、中央町二丁目（いずれも大体の範囲）

## 関連書籍
- 村上三朗 『目黒町誌』 東京朝報社、1924年
- 東京市臨時市域擴張部 『荏原郡目黒町現状調査』 1931年
- 小林編集部 實測 『東京府荏原郡目黒町全圖番地界入』 1930年2月